# Kees Lambers
Cornelis (Kees) Lambers (Amsterdam, 10 mei 1945 − Zandvoort, 25 januari 2017) was een Nederlands hoogleraar.

## Biografie
Lambers studeerde rechten en was vanaf 1971 verbonden aan de rechtsfaculteit van de Rijksuniversiteit Groningen. Hij publiceerde enkele jaren later al over het milieurecht. In 1992 bracht hij een advies uit aan de minister, als voorzitter van een evalutiestuurgroep, over de Wet milieugevaarlijke stoffen. In 1993 werd hij in Groningen benoemd tot buitengewoon hoogleraar Milieurecht. Zijn inaugurele rede uit 1994 was getiteld De ontbrekende schakel in het milieurecht. In 1994 bracht hij mede een advies uit van de Wetenschappelijke Raad voor het Regeringsbeleid over de Versnelling juridische procedures grote projecten. In 1998 publiceerde hij een 'Kroniek van het milieurecht'. In 2006 ging hij met emeritaat.
Lambers was medeoprichter en de eerste voorzitter van de Vereniging voor Milieurecht. Ook was hij voorzitter van de Waddenvereniging en redigeerde in 2003 Trilateral or European protection of the Wadden Sea?, dat ook het rapport van de internationale conferentie over de zee bevatte.
Prof. mr. C. Lambers was getrouwd met staatssecretaris mr. Ineke Lambers-Hacquebard (1946-2014), werd in 2001 bij de lintjesregen benoemd tot Ridder in de Orde van Oranje-Nassau en overleed begin 2017 op 71-jarige leeftijd.